# Düsterbach (Steinfurter Aa)
Der Düsterbach ist ein etwa 7,5 km langer rechter Nebenfluss der Steinfurter Aa.
Der Düsterbach beginnt als Graben im Hollicher Feld auf dem Gebiet der Stadt Steinfurt, etwa drei Kilometer nördlich der Ortsmitte. Von dort aus fließt er nach Norden in die Gemeinde Wettringen, wo er das Strönfeld durchfließt und dort die Bundesstraße 70 quert. Im anschließenden Unterlauf hinter Maxhafen bildet er die Grenze zwischen den Gemeinden Wettringen und Neuenkirchen. Der Bach mündet schließlich zwischen den Bauerschaften Offlum und Andorf in die Aa.
Im Oberlauf bis Maxhafen ist der Düsterbach ein stark verändertes, künstliches Gewässer, das in den Sommer- und Herbstmonaten zeitweise trockenfällt. Der Unterlauf ist naturnäher. Hier liegt die Kläranlage Neuenkirchen/Wettringen direkt am Düsterbach.
Im Jahr 2012 wurden die biologische Qualität des Gewässers als mittel bis schlecht bewertet und eine hohe Nitratbelastung festgestellt.